# Ereño
Ereño est une commune de Biscaye dans la communauté autonome du Pays basque en Espagne.

## Géographie

### Quartiers
Les quartiers d'Ereño sontː Akorda-Bollar, Basetxeta-Atxoste, Elexalde-Zeeta et Gabika.

### Sources
- (es) Cet article est partiellement ou en totalité issu de l’article de Wikipédia en espagnol intitulé « Ereño » (voir la liste des auteurs).